# Раду III Лепи
Раду Лепи (рум. Radu cel Frumos — Раду чел Фрумос), познат и по турском имену Раду-бег (1435–1475), је био млађи брат Влада Цепеша и војвода Влашке. Његов отац је био Влад II Дракул (Дракул = „Змај“) а његова мајка књегиња Молдавије. Мирча II и Влад Калугарул су били његова полубраћа и обојица су били владари Влашке. Од њих четворице, само је Раду прешао у ислам и служио Османском царству.

## Живот са Османлијама
Влад II Дракул је 1436. године дошао на престо Влашке. Збачен је 1442. од стране ривала у савезу са Мађарском, али је успео да осигура османлијску подршку. За његов повратак је морао да плаћа данак султану и да пошаље своја два сина, Влада III и Радуа на османски двор, да служе као таоци и гарантују његову лојалност.
Дечаци су одвођени у разне гарнизоне у Једрену. Раду је постао близак пријатељ и миљеник султановог сина, Мехмеда II. Према византијским хроникама, Раду је постао султанов љубавник и тако је добио надимак „Лепи“ (рум. cel Frumos — чел Фрумос). Њихове страствене односе је описао грчки хроничар Лаониц Чалкокондилис:
„Цар је имао са собом брата Влада, сина Дракула и он је био његов миљеник, јер је живео са њим. И тако се десило да када је почео да влада, цар је желео да има однос са овим дечаком који га је скоро убио. Зато што је волео дечака, он га је позивао на журке и у његове одаје. Цар га је пољубио против његове воље и дечак је извадио нож и исекао цареву бутину, а затим побегао. Лекари су му превили рану и излечили је. Дечак се попео на дрво у близини и остао сакривен. Тек након што је цар отишао, се спустио и отишао, а потом се вратио на двор и поново био царев миљеник.“
Влад је са друге стране развио мржњу према Раду и Мехмеду II, који ће касније постати султан. Влад и Раду су касније учени логици, Курану, турском и персијском језику и књижевности. Отац дечака, Влад Дракул, се уз подршку Османлија вратио у Влашку и повратио свој престо од Басараба II.
Док је Владу допуштено да оде са двора и заузме престо Влашке 1448. године, након што је његов отац убијен од стране Јаноша Хуњадија, Раду је прешао у ислам и било му је дозвољено да остане на царском двору. Раду ће касније учествовати заједно са Мехмедом II у османлиској опсади Цариграда 1453. Живео је у новоизграђеној палати Топкапи у Истанбулу.

## Лични живот
Раду је био добро образован, побожан муслиман и тражио да унапреди положај својих земљака у оквиру Османског царства. Он је био командант јањичара и верује се да је учествовао у операцијама које су познате као пад Цариграда.
Његова супруга је била Марија Деспина, српска или албанска принцеза, а његова ћерка Марија ће се касније удати за Стефана III Молдавског.

## Борба за престо Влашке
У новембру, 1447, Јанош Хуњади је покренуо напад на Влашку, због савеза са Османлијама који је потписао Влад Дракул. Радуов отац је побегао, али је Мирча II заробљен од стране бољара из Трговишта и био је ослепљен и жив сахрањен. Недуго након што је њихов отац био заробљен и убијен од стране снага Јаноша Хуњадија, Влад III је ослобођен 1448. и био је кандидат Османлија за престол Влашке.
Раду, који је тада имао 22 године, је постао водећа личност у османском двору. Њега је послао Мехмед да угуши побуну и покори Анадолију и границу са Персијом. Постао је успешан командант јањичара у Османском царству.
Радуов брат, Влад III је касније поново преузео престо 1456. и започео своју другу владавину, због које је постао познат. Као и његов старији брат, Мирча II, Влад Цепеш је био одличан војни командант и ратовао је против Османлија.
Међутим, 1462. године велика османска војска је марширала према Влашкој, са Радуом на челу јањичара. Влад се повукао у Трансилванију. Током његовог повлачења је палио све, не остављајући ништа од значаја за османску восјку. Када су Османлија пришли Трговишту, наишли су на преко 20.000 њихових сународника натакнутих на колац од стране снага Влада III, стварајући "шуму" од мртвих или умирућих тела на колцима. Овај стравичан призор је био превише чак и за њих и натерао их је да се повуку.
Влад је водио герилске нападе против османских снага под командом великог везира Махмуд-паше у мају 1462. године, пратећи их уз Дунав. 
Раду и његови јањичарски батаљони су добили одговорност да одбију нападе његовог брата, након што су спахије поражене. Раду је имао задатак да доведе Османско царство до победе. Он је позициониран северно од Дунава, након што се већина деморалисаних Османлија повукла. Ту су се браћа, позната као Крвава браћа, дуго борила. Раду је стекао контролу над већим делом земље.
Раду је прво протерао Влада до Куртеа де Арђеша, па онда и из Румуније, која је пала под османлијску контролу.
У међувремену је његов брат Влад III, због његове оштре политике према бољарима (чије је борбе кривио за стање у области), издан. Влад III је путовао у Мађарску да тражи помоћ од свог бившег савезника, Матија Корвина, али уместо да добије помоћ, био је ухапшен и бачен у тамницу због лажних оптужби и издаје.
Након успешне канпање на Дунаву, Османлије су поставили Радуа (који је тада имао 26. година) за пашу Влашке. Током његове владавине, спахије су утемељиле власт у југу државе. Године 1473, након договора са Османлијама, Басараб Лаоита цел Батра је преузео трон. Између 1473. и 1475. Раду се два пута вратио на престо.

### Смрт
Његова нагла смрт у 40. години 1475. године је потстакла Влада III да се врати у Влашку.

## Породично стабло
|  |                   |  |  |  |  |  |  |  |  |  |  |  |  |  |  |  |
|  | 2. Влад II Дракул |  |  |  |  |  |  |  |  |  |  |  |  |  |  |  |
|  |                   |  |  |  |  |  |  |  |  |  |  |  |  |  |  |  |
|  |                   |  |  |  |  |  |  |  |  |  |  |  |  |  |  |  |
|  | 1. Раду III Лепи  |  |  |  |  |  |  |  |  |  |  |  |  |  |  |  |
|  |                   |  |  |  |  |  |  |  |  |  |  |  |  |  |  |  |
|  |                   |  |  |  |  |  |  |  |  |  |  |  |  |  |  |  |
|  | 3.                |  |  |  |  |  |  |  |  |  |  |  |  |  |  |  |
|  |                   |  |  |  |  |  |  |  |  |  |  |  |  |  |  |  |
|  |                   |  |  |  |  |  |  |  |  |  |  |  |  |  |  |  |